# Boophis andohahela
Boophis andohahela е вид жаба от семейство Mantellidae.

## Разпространение
Видът е разпространен в Мадагаскар.